# Саманьего, Феликс Мария де
Феликс Мария де Саманьего (исп. Félix María Serafín Sánchez de Samaniego y Zabala; 12 октября 1745[…], Ла Гардиа — 11 августа 1801, Ла Гардиа) — испанский баснописец баскского происхождения.

## Биография
Родился в городке Лагуардия в провинции Алава, населённом преимущественно басками, в богатой дворянской семье. Он получил образование в сфере права в университете Вальядолида, после чего побывал во Франции, где ознакомился с основными идеями французского Просвещения. По возвращении на родину, его родственник, граф де Пеньяфлорида, обеспечил ему назначение в правительство.
Был действительным членом Королевской академии испанского языка в Мадриде. Интересовался баскской культурой, и много сделал для развития просвещения в баскских землях, однако свои произведения создавал исключительно на испанском языке.
В 1781—1784 годах опубликовал 157 басен в девяти книгах. Поддерживал дружеские отношения с современником-баснописцем Томас Ирирате, и, предположительно, читал его сочинения в рукописи (по другой версии, Ириарте, в свою очередь, заимствовал некоторые сюжеты у Саманьего). После того, как Ириарте, через год после Саманьего, издал свои сборники басен, спор об авторстве некоторых фрагментов навсегда их поссорил. Публичная полемика между двумя  прежними друзьями продолжалась в дальнейшем в течение многих лет.
Басни Саманьего (хотя и, вероятно, в меньшей степени, чем басни Ириарте) до сих пор пользуются некоторой известностью в Испании. Несмотря на значительное пересечение сюжетов (оба черпали идеи из творчества Эзопа, Федра, Лафонтена, и, предположительно, друг у друга) произведения двух баснописцев заметно отличаются по своей интонации и художественному стилю.
Кроме басен, Саманьего сочинял антиклерикальные и эротические стихи, которые широко распространялись в рукописях, так как по цензурным соображениям не могли быть изданы. В 1793 году, за эти стихотворения, Саманьего подвергся преследованию испанской инквизиции и был заключен (как предполагалось, надолго) в кармелитский монастырь, но уж  вскоре был вызволен оттуда благодаря помощи влиятельных друзей, после чего написал чрезвычайно невежливую стихотворную сатиру на кармелитов.
Эротические стихотворения Саманьего были впервые изданы в Испании только в 1921 году. Наиболее полное академическое издание этой стороны его наследия было  предпринято в 1976 году.
На родине баснописца, в городке Лагуардия, ему установлены бюст и мемориальная доска.